# The Fish That Saved Pittsburgh
Pour plus de détails, voir Fiche technique et Distribution.
The Fish That Saved Pittsburgh est une comédie fantastique américaine réalisée par Gilbert Moses et sortie en 1979.

## Fiche technique
- Titre original : The Fish That Saved Pittsburgh
- Réalisation : Gilbert Moses
- Scénario : David Dashev, Gary Stromberg, Jaison Starkes et Edmond Stevens
- Photographie : Frank Stanley
- Montage : Frank Mazzola et Peter Zinner
- Musique : Thom Bell
- Costumes : Patricia Norris
- Producteur : David Dashev et Gary Stromberg
  - Coproducteur : Don Phillips
- Sociétés de production : Lorimar Productions
- Sociétés de distribution : United Artists
- Pays d'origine :  États-Unis
- Langue originale : anglais
- Format : couleur
- Genre : Comédie fantastique
- Durée : 102 minutes
- Dates de sortie :
  - États-Unis : 6 novembre 1979

## Distribution
- Julius Erving : Moses Guthrie
- Jonathan Winters : H. S. et Harvey Tilson
- Meadowlark Lemon : Révérend Grady Jackson
- Jack Kehoe : Setshot
- Margaret Avery : Toby Millman
- James Bond III : Tyrone Millman
- Michael V. Gazzo : Harry l'entraînteur
- Peter Isacksen : Driftwood
- Dwayne Mooney : Benny Rae
- Daryl Mooney : Kenny Rae
- Nicholas Pryor : George Brockington
- M. Emmet Walsh : Wally Cantrell
- Stockard Channing : Mona Mondieu
- Flip Wilson : Coach Jock Delaney
- Debbie Allen : Ola
- Dee Dee Bridgewater : Brandy
- Julius Carry : Malik Jamal Truth
- Jerry Chambers : Lucian Tucker
- Jessie Lawrence Ferguson : Jackhammer Washington
- Clayton Hill : l'agent de sécurité
- Eric Mercury : Rudy
- Branscombe Richmond : Winsto Running Hawk
- Joe Seneca : M. Sweets
- Harry Shearer : Murray Sports
- Marv Albert, Chick Hearn, The Sylvers, The Spinners, Jerry Tarkanian, Ron Carter, Connie Hawkins, Lou Hudson, Kareem Abdul-Jabbar, Luther Rackley, Norm Nixon, Alfred Beard Jr., Luther Burden, Spencer Haywood, Lonnie Shelton, Mychal Thompson, John Williamson, Donald Chaney, Cedric Maxwell, Kevin Stacom, Curtis Rowe, Leon Douglas, Christopher J. Ford, Bob Lanier, John Shumate, Eric Money et Kevin Porter : eux-mêmes